# 第六管区海上保安本部
第六管区海上保安本部（だいろくかんくかいじょうほあんほんぶ）は、主に中国地方ならびに四国地方の瀬戸内海、ならびに岡山県、広島県、山口県（一部を除く）、香川県、愛媛県を管轄範囲とする、海上保安庁の管区海上保安本部の一つである。
略称は六管（六管本部と称呼することもある）、英語表記は6th Regional Coast Guard Headquarters。本部は広島県広島市南区宇品海岸にあり、下部組織として10の海上保安部、10の海上保安署・分室、航空基地1か所、海上交通センター2か所を有する。

## 特徴
沖合水域がない代わりに、日本有数の混雑海域である瀬戸内海の安全航行のための交通整理、両岸に林立するコンビナート群に対する警備業務や災害防除業務に力を入れている。
このほか、瀬戸内海における漁業取締、環境保全業務、海上自衛隊の呉基地や岩国飛行場周辺海域の警備及び海上デモの規制、伊方原子力発電所の警備も大きな仕事である。

## 六管関連年表
- 1948年5月1日：海上保安庁発足とともに広島海上保安本部として設置。管轄地域は関門海峡近辺を除く中国地方・香川県・愛媛県および周辺海域（日本海及び瀬戸内海）。
- 1949年：倉敷水路観測所開所。
- 1950年6月1日：第六管区海上保安本部に改編、日本海側は第七管区及び第八管区の管轄となる。
- 1976年9月12日：台風17号が接近。高松海上保安部の巡視船により小豆島で孤立した集落の救援が行われた[1]。
- 1983年：水路観測所が倉敷より（美星町、現・井原市）に移転、美星水路観測所と改称。
- 2008年4月1日：美星水路観測所廃止。
- 2010年8月18日：佐柳島沖海保ヘリ墜落事故が発生。ヘリコプター「あきづる」がデモンストレーション飛行中に墜落、搭乗していた海上保安官5名全員が殉職。

## 組織
- 第六管区海上保安本部（広島県広島市南区：広島港湾合同庁舎）

第六管区海上保安本部長
- 総務部

情報管理官、総務課、人事課、厚生課、情報通信課
- 経理補給部

経理課、補給課
- 船舶技術部

管理課、技術課
- 警備救難部

次長、警備課、刑事課、国際刑事課、警備情報課、救難課、環境防災課
- 海洋情報部

監理課、海洋調査課
- 交通部

企画調整官、企画課、航行安全課、安全対策課、整備課
- 水島海上保安部（岡山県倉敷市：水島港湾合同庁舎）
- 玉野海上保安部（岡山県玉野市：玉野港湾合同庁舎）
- 広島海上保安部（広島県広島市南区：広島港湾合同庁舎）
  - 岩国海上保安署（山口県岩国市：岩国港湾合同庁舎）
  - 柳井海上保安署（山口県柳井市）
- 呉海上保安部（広島県呉市：呉地方合同庁舎）
  - 木江分室（広島県豊田郡大崎上島町）
- 尾道海上保安部（広島県尾道市：尾道地方合同庁舎）
  - 福山海上保安署（広島県福山市：福山港湾合同庁舎）
- 徳山海上保安部（山口県周南市）
  - 下松分室（山口県下松市）
  - 三田尻中関分室（山口県防府市）
- 高松海上保安部（香川県高松市：高松港湾合同庁舎）
  - 坂出海上保安署（香川県坂出市：坂出港湾合同庁舎）
  - 小豆島海上保安署（香川県小豆郡小豆島町）
- 松山海上保安部（愛媛県松山市：松山港湾合同庁舎）
- 今治海上保安部（愛媛県今治市：今治港湾合同庁舎）
  - 新居浜海上保安署（愛媛県新居浜市：新居浜港湾合同庁舎）
  - 三島川之江分室（愛媛県四国中央市）
- 宇和島海上保安部（愛媛県宇和島市：宇和島港湾合同庁舎）
- 備讃瀬戸海上交通センター（香川県綾歌郡宇多津町）
- 来島海峡海上交通センター（愛媛県今治市）
- 広島航空基地（広島県三原市）

## 保有船艇・航空機

### 巡視船・巡視艇
六管は計43隻の巡視船艇を保有している。管轄範囲が瀬戸内海であることから、全保安本部のなかで唯一、ヘリコプター搭載型巡視船(PLH)の配備がない。また大型巡視船(PL)も呉海上保安部所属の「いつくしま」のみである。
| 所属              | 所属             | 巡視船                      | 巡視船            | 巡視艇                            | 巡視艇              | その他                           |
| 所属              | 所属             | PLH / PL                    | PM                | PC                                | CL                  | その他                           |
| ----------------- | ---------------- | --------------------------- | ----------------- | --------------------------------- | ------------------- | -------------------------------- |
| 本部              | 本部             |                             |                   |                                   |                     | 測量船 くるしま（HS27)           |
| 水島海上保安部    | 水島海上保安部   |                             |                   | 消防機能強化型 りゅうおう（PC53） | きびかぜ（CL53）    |                                  |
| 水島海上保安部    | 水島海上保安部   | みずなみ（PC13）            | まびかぜ（CL207） |                                   |                     |                                  |
| 玉野海上保安部    | 玉野海上保安部   |                             |                   | たまなみ（PC39）                  | せとかぜ（CL188）   |                                  |
| 広島海上保安部    | 広島海上保安部   |                             |                   | しまぎり（PC41）                  | あきかぜ（CL185）   | 監視取締艇 じゅぴたあ            |
| 広島海上保安部    | 広島海上保安部   | ひろかぜ（CL198）           |                   | しまぎり（PC41）                  |                     | 監視取締艇 じゅぴたあ            |
|                   | 岩国署           |                             |                   | 消防機能強化型 ことびき（PC52）   | くにかぜ（CL67）    | 監視取締艇 べが                  |
| 柳井署            |                  |                             |                   | くがかぜ（CL190）                 |                     |                                  |
| 呉海上保安部      | 呉海上保安部     | いつくしま（PL23）          | くろせ（PM13）    |                                   | くれかぜ（CL161）   | 監視取締艇 あんどろめだ          |
| 呉海上保安部      | 呉海上保安部     | いつくしま（PL23）          | くろせ（PM13）    | おとつばき（CL12）                |                     | 監視取締艇 あんどろめだ          |
| 呉海上保安部      | 呉海上保安部     | いつくしま（PL23）          | くろせ（PM13）    | かわかぜ（CL83）                  |                     | 監視取締艇 あんどろめだ          |
| 尾道海上保安部    | 尾道海上保安部   |                             |                   | みちなみ（PC42）                  | からたち（CL71）    |                                  |
| 尾道海上保安部    | 尾道海上保安部   | うきかぜ（CL173）           |                   | みちなみ（PC42）                  |                     |                                  |
|                   | 福山署           |                             |                   |                                   | ともかぜ（CL52）    |                                  |
| あしかぜ（CL202） | 福山署           |                             |                   |                                   |                     |                                  |
| 徳山海上保安部    | 徳山海上保安部   |                             |                   | なつづき（PC113）                 | なちかぜ（CL54）    |                                  |
| 徳山海上保安部    | 徳山海上保安部   | 消防機能強化型 なち（PC59） | にじかぜ（CL195） |                                   |                     |                                  |
| 高松海上保安部    | 高松海上保安部   |                             | いぶき（PM97）    | くりなみ（PC15）                  | ひなぎく（CL70）    | 灯台見回り船 あきひかり（LS201） |
| 高松海上保安部    | 高松海上保安部   | ことなみ（PC31）            | いぶき（PM97）    |                                   | ひなぎく（CL70）    | 灯台見回り船 あきひかり（LS201） |
|                   | 坂出署           |                             |                   | あやなみ（PC20）                  | ことかぜ（CL04）    |                                  |
| みねぐも（PC38）  | 坂出署           |                             |                   |                                   | ことかぜ（CL04）    |                                  |
| 小豆島署          |                  |                             | きよづき（PC19）  |                                   |                     |                                  |
| 松山海上保安部    | 松山海上保安部   |                             | いよ（PM54）      | おきなみ（PC43）                  | いよざくら（CL162） |                                  |
| 今治海上保安部    | 今治海上保安部   |                             |                   | せとぎり（PC12）                  | いまかぜ（CL115）   |                                  |
| 今治海上保安部    | 今治海上保安部   | いよなみ（PC14）            |                   |                                   | いまかぜ（CL115）   |                                  |
|                   | 新居浜署         |                             |                   |                                   | はまぎく（CL85）    |                                  |
| 宇和島海上保安部  | 宇和島海上保安部 |                             |                   | たかつき（PC129）                 | おいつかぜ（CL94）  |                                  |

航空機
六管は回転翼機3機を保有している。唯一の固定翼機であった、SA790 せとつばめ：セスナU206Gは2015年8月25日に解役となった。
| 所属         | 機型番号 + 通称 | 機型番号 + 通称 | 機体記号 | 機種               |
| ------------ | --------------- | --------------- | -------- | ------------------ |
| 広島航空基地 | MH921           | せとたか        | JA921A   | シコルスキー S-76D |
| 広島航空基地 | MH962           | せとわし1号     | JA962A   | アグスタ AW139     |
| 広島航空基地 | MH963           | せとわし2号     | JA963A   | アグスタ AW139     |